# Hyde Park (Utah)
Hyde Park é uma cidade localizada no estado norte-americano de Utah, no Condado de Cache.

## Demografia
Segundo o censo norte-americano de 2000, a sua população era de 2955 habitantes.
Em 2006, foi estimada uma população de 2864, um decréscimo de 91 (-3.1%).

## Geografia
De acordo com o United States Census Bureau tem uma área de
8,3 km², dos quais 8,3 km² cobertos por terra e 0,0 km² cobertos por água.

## Localidades na vizinhança
O diagrama seguinte representa as localidades num raio de 12 km ao redor de Hyde Park.